# Baladeyet El-Mahalla
El Baladeyet El-Mahalla es un equipo de fútbol de Egipto que juega en la Segunda División de Egipto, la segunda liga de fútbol en importancia en el país.

## Historia
Fue fundado en 1931 en la ciudad de El-Mahalla El-Kubra, cerca de la capital El Cairo y han estado en la Primera División de Egipto en más de 10 temporadas, aunque la mayoría de partidos han sido derrotas.
Su principal logro ha sido llegar a la final de la Copa de Egipto en la temporada 2001-02, la cual perdieron ante el Zamalek SC 0-1. Su última temporada en la máxima categoría ha sido la del 2007-08.
A nivel internacional han participado en un torneo continental, en la Recopa Africana 2003, en la que fueron eliminados en los cuartos de final por el Julius Berger de Nigeria.

## Palmarés
- Copa de Egipto: 0
  - Finalista: 1

2001/02

## Participación en competiciones de la CAF
| Temporada | Torneo          | Ronda            | Club          | Casa | Visita | Global |
| --------- | --------------- | ---------------- | ------------- | ---- | ------ | ------ |
| 2003      | Recopa Africana | 1                | Police        | 4-1  | 0-0    | 4-1    |
| 2003      | Recopa Africana | 2                | Al-Hilal      | 4-2  | 0-0    | 4-2    |
| 2003      | Recopa Africana | Cuartos de final | Julius Berger | 1-1  | 1-3    | 2-4    |